# Марка лодзинського гетто
Ма́рка ло́дзинського ге́тто (нім. Mark, пол. Marka getta łódzkiego) — грошові знаки, які виконували роль бонів-токенів у Лодзинському гетто в період з 1940 по 1944 рік. Серед населення були поширені назви «хаїмки» та «румки». Марка складалася зі 100 пфенігів. За межами гетто марка не перебувала в обігу.

## Історія створення Лодзинського гетто
8 серпня 1939 року під час окупації німецькими, а згодом і радянськими, військами Польщі, почався розділ країни на радянську та німецьку зони. 
Місто Лодзь, що розташовувалось у німецькій зоні окупації, 11 квітня 1940 року було перейменовано на Ліцманштадт (нім. Litzmanschtadt) на честь Карла Ліцмана, який відзначився у цій місцевості у Першій світовій війні. До початку Другої світової війни на території міста проживала велика єврейська громада, яка складала 34 % від усього населення Лодзі. З перших днів окупації почали діяти порядки місцевого райхскомісаріату, які стосувалися насамперед євреїв. Наприкінці 1939 — на початку 1940 року було вирішено про створення Лодзинського гетто для євреїв у трьох районах Лодзі: в Старому Місті (пол. Stare Miasto), в бідному єврейському кварталі Балуті (пол. Baluty) та в передмісті Марисін (пол. Marysin). Офіційну назву «Ліцманштадтське гетто» ця зона відчуження отримала 8 лютого 1940 року. До Лодзинського гетто також були депортовані євреї з Австрії, Богемії та Моравії, Словаччини, Люксембургу. Ізольовані люди розміщувалися на площі 4 км², відокремленій колючим дротом та високим парканом від зовнішнього світу. Загальна кількість людей у зоні складала 200 000 осіб. Постійна нестача їжі, води, теплого одягу, взуття та дрів для опалення призвела до масової смертності серед ув'язнених. Приблизно 40 000 осіб, за час існування гетто, померли.
У гетто була двошарова система керування. Охороною периметру та виходу із зони гетто займалися німецький райхскомісаріат та поліція. Усі рішення приймалися також райхскомісаріатом. У самій зоні, підпорядковуючись адміністрації райхскомісаріату, керувало єврейське самоуправління Юденрат (нім. Judenrat). Головою старійшин Юденрату був Мордехай Хаїм Румковський, який за свою жорстокість до власного народу мав прізвисько Хаїм Грозний. Юденратом контролювалася їжа, керування школами, лікарнями, розподілом житла. Голови старійшин мали повноваження над економічною, юридичною та адміністративною структурами в зоні гетто. У поліції гетто служило 1 200 осіб. Голови старійшин мали також повноваження створювати нові підприємства, на яких євреї часто працювали за їжу. Здебільшого на цих підприємствах виробляли військову продукцію на потреби німецької армії.

## Грошові знаки для зони гетто

Продуктова картка для Лодзинського гетто. Листопад 1941 року

Марка-квитанція на 10 пфенігів, виготовлена поштовим відділенням. 17 квітня 1942 року

Початковий дизайн художника Вінцента Браунера (пол. Wincenty Brauner), учасника довоєнної артгрупи Юнг Їдиш (пол. Jung Jidysz), містив у собі зображення людини, що розриває ланцюги. Але він не був погоджений з німецькою адміністрацією. Автором фінального проекту купюр став лодзинський архітектор Ігнацій Гутман (пол. Ignacy Gutman), якого призначили керівником будівельного департаменту гетто. На його варіанті банкнот була зображені менора, та в різних кутиках купюр Зірка Давида. За відмалювання та переддрукову підготовку відповідав графік Пінкус Шварц (пол. Pinkus Szwarc). 15 травня 1940 року для грошового обігу на території гетто виготовили першу партію купюр (квитанцій нім. Quittung) на лодзинській типографії, розташованій на вулиці Жеромського, 87. Емітентом був банк гетто. 24 червня 1940 року був опублікований указ № 71-72, підписаний Хаїмом Румковським, про заміну всіх грошових знаків на банкноти гетто. Грошові знаки надійшли в обіг 9 липня 1940 року. Серед мешканців гетто купюрам були надані інші назви, як «хаїмки» та «румки» за ім'ям і прізвищем Голови Старійшин Хаїма Румковського. Монети карбувалися у двох місцях зони гетто: на Жегерській та Лагевничеській вулицях. Двічі 10-пфенігову бону виготовляло поштове відділення. На всіх банкнотах і монетах (окрім найдрібнішої монети в 10 пфенігів) стояв надпис: «Квитанція на…». Банкноти Лодзинського гетто були виготовлені часто на низькосортному папері й не містили жодних водяних знаків. Купюри та монети проіснували в обігу до 29 серпня 1944 року, до самої ліквідації гетто. На території гетто в обігу були купюри номіналами: 50 пфенігів, 1, 2, 5, 10, 20, 50 марок; та монети номіналами 10 пфенігів, 5, 10, 20 марок.

## Мета введення грошової одиниці
Грошовий обіг на території гетто був створений з декількох причин:
- 1. фінансова ізоляція мешканців гетто від навколишніх територій. Євреям було заборонено користуватися райхівськими марками та іншою валютою на території гетто. Переховування будь-яких інших грошей каралося стратою.
- 2. Припинення незаконної торгівлі поміж містом і гетто. За межами гетто ці грошові знаки не мали ніякої цінності.
- 3. Запровадження грошей-квитанцій було для того, щоб ніхто з євреїв не міг подати на німців до суду, якщо в нього вкрали гроші. Згідно з указом Румковського за відібрані гроші можливе повне відшкодування лише в марках гетто.
- 4. Введення грошових одиниць для обмеженого обігу суттєво зменшувало кількість утікачів. Таку «валюту» неможливо було обміняти поза зоною гетто.

## Банкноти

Надписи: 1. Ліцманштадт 15 травня 1940. 2. Квитанція на…

Надписи на зображеннях: Голова євреїв у Ліцманштадті. Підпис: Мордехай Румковські.

| Номінал     | Аверс | Реверс | Дата                | Серія     |
| ----------- | ----- | ------ | ------------------- | --------- |
| 50 пфенігів |       |        | 15 травня 1940 року | Без серії |
| 1 марка     |       |        | 15 травня 1940 року | Без серії |
| 1 марка     |       |        | 15 травня 1940 року | A         |
| 2 марки     |       |        | 15 травня 1940 року | Без серії |
| 5 марок     |       |        | 15 травня 1940 року | Без серії |
| 10 марок    |       |        | 15 травня 1940 року | Без серії |
| 20 марок    |       |        | 15 травня 1940 року | Без серії |
| 50 марок    |       |        | 15 травня 1940 року | Без серії |

## Монети
| Номінал     | Зображення | Рік  | Метал | Діаметр, мм | Вага, г | Гурт    | Тираж   |
| ----------- | ---------- | ---- | ----- | ----------- | ------- | ------- | ------- |
| 10 пфенігів |            | 1942 | Al-Mg | 19,1        | 0,76    | гладкий | 100 000 |
| 10 пфенігів |            | 1942 | Al-Mg | 21          | 0,9     | гладкий | 100.000 |
| 5 марок     |            | 1943 | Al    | 22,5        | 1,57    | гладкий |         |
| 5 марок     |            | 1943 | Al-Mg | 22,7        | 1,03    | гладкий | 600 000 |
| 10 марок    |            | 1943 | Al    | 28,3        | 3,4     | гладкий |         |
| 10 марок    |            | 1943 | Al-Mg | 28,3        | 3,4     | гладкий | 100 000 |
| 20 марок    |            | 1943 | Al    | 33,45       | 6,98    | гладкий | 600     |

## Пам'ятні монети Польщі

20 злотих, 2004, Пам'ятна монета з нагоди 60-річчя ліквідації Лодзинського гетто

2 злотих, 2009, Пам'ятна монета з нагоди 65-ї річниці ліквідації Лодзинського гетто

20 злотих, 2009, Пам'ятна монета з нагоди 65-ї річниці ліквідації Лодзинського гетто

- Номінал — 20 злотих
- Серія — 60-та річниця ліквідації Лодзинського гетто
- Метал — Ag 0.925
- Діаметр — 38.61 мм
- Вага — 28.28 г
- Тираж — 64.000
- Якість карбування — Proof
- Рік карбування — 2004
- Дизайнер монети — Єва Тіц-Карпірська (пол. Ewa Tyc-Karpirska)

- Номінал — 2 злотих
- Серія — 65-та річниця ліквідації Лодзинського гетто
- Метал — Nordic Gold
- Дата випуску — 17 серпня 2009 року
- Діаметр — 27 мм
- Вага — 8,15 г
- Тираж — 1.000.000
- Карбування — Mennica Polska
- Гурт — Надпис

- Номінал — 20 злотих
- Серія — 65-та річниця ліквідації Лодзинського гетто
- Метал — Ag 0.925
- Рік карбування — 2009
- Діаметр монети — 38.61 мм
- Вага 28.28 г
- Тираж — 50.000